# Jonas Burud
Jonas Burud, född den 20 oktober 1993 i Oslo, är en norsk handbollsspelare. Han spelar från säsongen 2022/2023 i IFK Skövde som han kom till från franska Cherbourg. Innan dess spelade han i norska Elverum Håndball.

## Meriter
- Norsk mästare 2015, 2016, 2017, 2018, 2019 & 2020 med Elverum Håndball